# Kinderheim Kapellner
Das Kinderheim Kapellner wurde 1934 von Heinrich und Flora Kapellner (geb. Goldschmidt)  in Potsdam in Brandenburg gegründet, zunächst als Pension in der Großen Weinmeisterstraße 26/27. 1936 erfolgte der Umzug nach Berlin-Zehlendorf in die Hermannstraße 11.

## Familie
Flora Kapellner wurde am 22. März 1886 mit dem Mädchennamen Goldschmitt in Monsheim in eine jüdische Familie geboren. Ihr Vater war der Gemeindevorsteher Moses Goldschmitt (1843–1900) und ihre Mutter war dessen zweite Ehefrau Lina geborene Blum (1853–1931). Flora war die älteste Tochter, ihre Schwestern waren Alice Goldschmidt (geboren am 22. Oktober 1890) und Julie Goldschmidt (geboren am 23. Mai 1887; verheiratete Mamber). Sie hatte auch noch drei Halbschwestern aus der ersten Ehe des Vaters. 1920 hatten Flora und Heinrich Chaskel Kapellner (geboren am 10. Februar 1889 in Siedliszowice, Galizien) in Monsheim geheiratet, die Tochter Nora wurde 1922 ebenfalls dort geboren. Zusammen mit ihrem Mann und der Tochter Nora lebte sie spätestens ab 1924 in Potsdam, in diesem Jahr wurde dort die Tochter Ingeborg geboren. Von 1926 bis 1934 ist belegbar, dass Heinrich Kapellner der Inhaber des Geschäfts Wäschehaus am Berliner Tor mit der Anschrift Neue Königstraße 123 in Potsdam war. 1931 starb Lina Goldschmitt, die Mutter von Flora Kapellner, Julie Mamber und Alice Goldschmidt, sie wurde auf dem Jüdischen Friedhof in Potsdam beerdigt, das Grab ist erhalten.

## Gründung

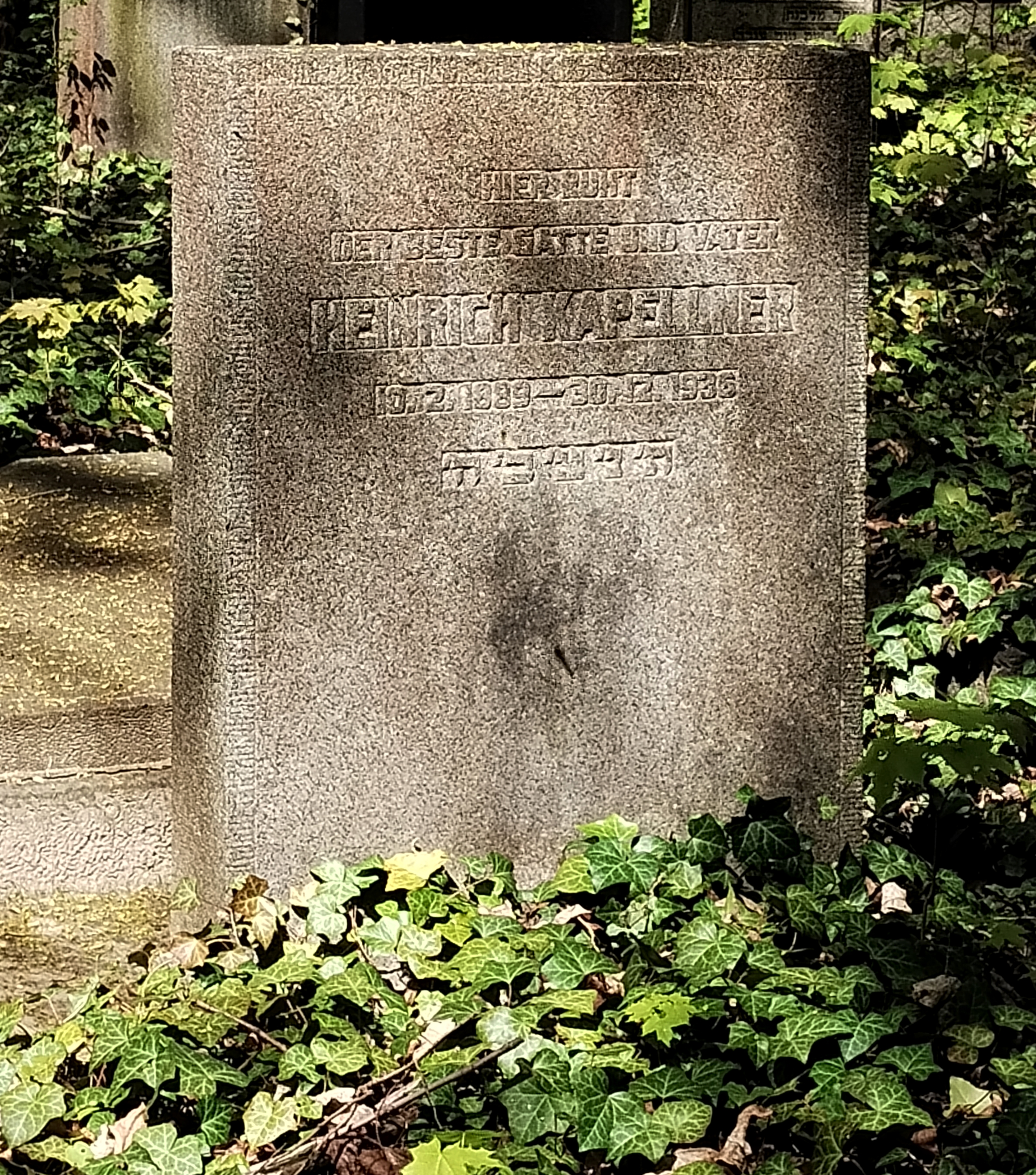
Grabstein für Heinrich Kapellner auf dem Jüdischen Friedhof Weißensee

Im Oktober 1934 wurde in der Jüdischen Rundschau für ein jüdisches Landhaus in der Großen Weinmeisterstraße 26/27 in Potsdam inseriert, das Kinder in Pension nimmt und 1935 und 1936 befand sich dort laut Telefonbuch Flora Kapellner mit der Pension am Neuen Garten. Im Mai und August 1936 wurde in der Zeitschrift des Schwesternverbandes der Bne͏̈ Briss für ein Kinderheim Kapellner in der Großen Weinmeisterstraße 26–27 in Potsdam inseriert.

## Die Jahre 1936 bis 1942
Am 17. Dezember 1936 erschien im Israelitischen Familienblatt ein Inserat für das Kinderheim Kapellner mit der Adresse Hermannstraße 11 in Zehlendorf, in der Zwischenzeit musste der Umzug aus Potsdam erfolgt sein.
Das Grundstück und Haus in der Hermannstraße 11 gehörte dem Zahnarzt Alfred Doegen (1878–1951), dem Bruder des bekannten Sprachwissenschaftlers Wilhelm Doegen (1877–1967), dem das Nachbargrundstück Hermannstraße 7–9 gehörte. Unter welchen Umständen und zu welchen Bedingungen es zu der Überlassung an die Familie Kapellner kam, ist nicht bekannt, ebenfalls auch nicht, in welcher Beziehung die Familie Doegen zu den Kapellners stand.
Am 30. Dezember 1936 starb Heinrich Kapellner im Alter von 47 Jahren eines natürlichen Todes, er wurde auf dem Jüdischen Friedhof Weißensee bestattet.
1939 gab Flora zur Volkszählung die Hermannstraße 11 in Zehlendorf als Wohnsitz an, zusammen mit ihrer Schwester Alice betrieb sie seit dem Tode ihres Mannes das Kinderheim in eigener Leitung.

## Das Ende des Kinderheims
Vermutlich Anfang 1942 wurde das Kinderheim geschlossen, der Grund dafür ist unbekannt, ein Zusammenhang mit den seit Ende 1941 beginnenden Deportationen aus Berlin ist aber anzunehmen.
Es erfolgte ein zwangsweiser Umzug der Familie Kapellner in ein sogenanntes Judenhaus in die Hohenstaufenstraße 50 nach Schöneberg. Von dort wurde Flora Kapellner am 26. Oktober 1942 im 22. Osttransport zusammen mit Ingeborg, der jüngeren Tochter, nach Riga deportiert und nach der Ankunft am 29. Oktober 1942 ermordet.
Alice Goldschmidt wurde am 29. Januar 1943 im 27. Osttransport zusammen mit Nora Kapellner, der älteren Tochter von Flora Kapellner, in das KZ Auschwitz deportiert und ermordet.
Ihre Schwester Julie Mamber (geb. Goldschmidt) wurde mit ihrem Ehemann Chaim Mamber aus Potsdam zu einem unbekannten Datum aus Potsdam mit unbekanntem Ziel deportiert und ermordet.

## Bekannte Kinder
| Harry Abraham, geb. am 6. Februar 1929 Ursula Ascher, geb. am 26. September 1933 Waltraud Ascher, geb. am 25. April 1932 Heinz Bärwald, geb. am 20. Juli 1933 Ilse Bärwald, geb. am 28. Mai 1936 Karola Beigel, geb. am 18. März 1922 Nelly Bergmann, geb. am 20. April 1925 Julius Birnbaum, geb. am 21. Februar 1934 Abraham Bobker, geb. am 15. Oktober 1933 Hella Bobker, geb. am 27. Juli 1931 Mali Bobker, geb. am 3. November 1926 Joachim Cohn, geb. am 20. März 1926 Dorothea Compart, geb. am 28. September 1925 Max Fenster, geb. am 3. März 1932 Kurt Freudenberg, geb. am 3. Juni 1923 Klaus Friedländer, geb. am 22. Oktober 1934 Renate Friedländer, geb. am 8. Mai 1933 Eli Frydmann, geb. am 18. März 1935 Esther Frydmann, geb. am 25. Oktober 1928 Marlen Greiffenhagen, geb. am 23. März 1931 | Reni Heymann, geb. am 28. Januar 1930 Renate Hirschfeld, geb. am 4. April 1930 Herbert Holz, geb. am 24. Dezember 1925 Eva Isaac, geb. am 4. Juni 1928 Armin Jakobsberg, geb. am 4. Juni 1930 Renate Kasel, geb. am 21. April 1931 Ruth Klein, geb. am 31. Juli 1929 Hans Peilte, geb. am 3. November 1929 Lutz Posener, geb. am 9. April 1926 Sally Rosenbaum, geb. am 8. März 1927 Horst Rosenberg, geb. am 16. Mai 1934 Rolf Rosenberg, geb. am 1. September 1932 Fritzi Rosenfeld, geb. am 26. September 1933 Dora Rosenstrauch-Schulz, geb. am 19. Oktober 1925 Berta Schwartz, geb. am 3. Januar 1931 Anita Schwartz, geb. am 7. Januar 1931 Hans Stein, geb. am 24. März 1927 Gerda Steinberg, geb. am 10. November 1933 Hannelore Strauss, geb. am 6. Oktober 1926 Inge Strauss, geb. am 8. Mai 1928 |

## Erinnerung
Die Geschichte des jüdischen Kinderheims und der Familie Kapellner wurde im November 2021 von Schülern und Schülerinnen eines Geschichtskurses am Droste-Hülshoff-Gymnasium recherchiert.
Von April bis September 2022 zeigte das Heimatmuseum Zehlendorf die Sonderausstellung „Verlorengegangen (worden) – Auf Spurensuche jüdischen Lebens in Zehlendorf“, ein großer Teil der Ausstellung war dem Kinderheim Kapellner gewidmet.
Die Initiative der Schüler und Schülerinnen vom Droste-Hülshoff-Gymnasium führte zur Verlegung von vier Stolpersteinen am 9. November 2022 vor dem Haus des ehemaligen Kinderheims in der heutigen Hermannstraße 11a.

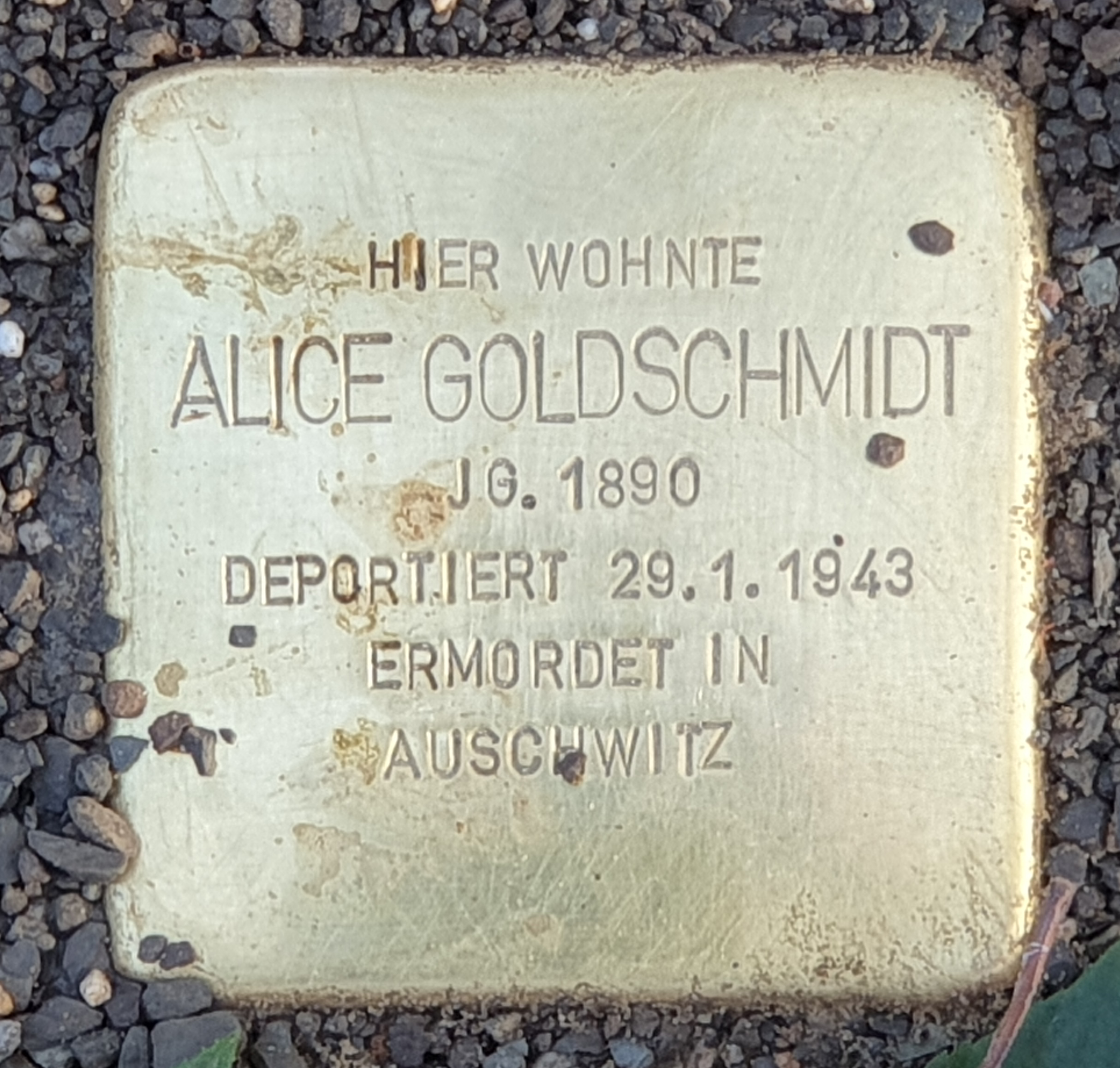
Stolperstein für Alice Goldschmidt
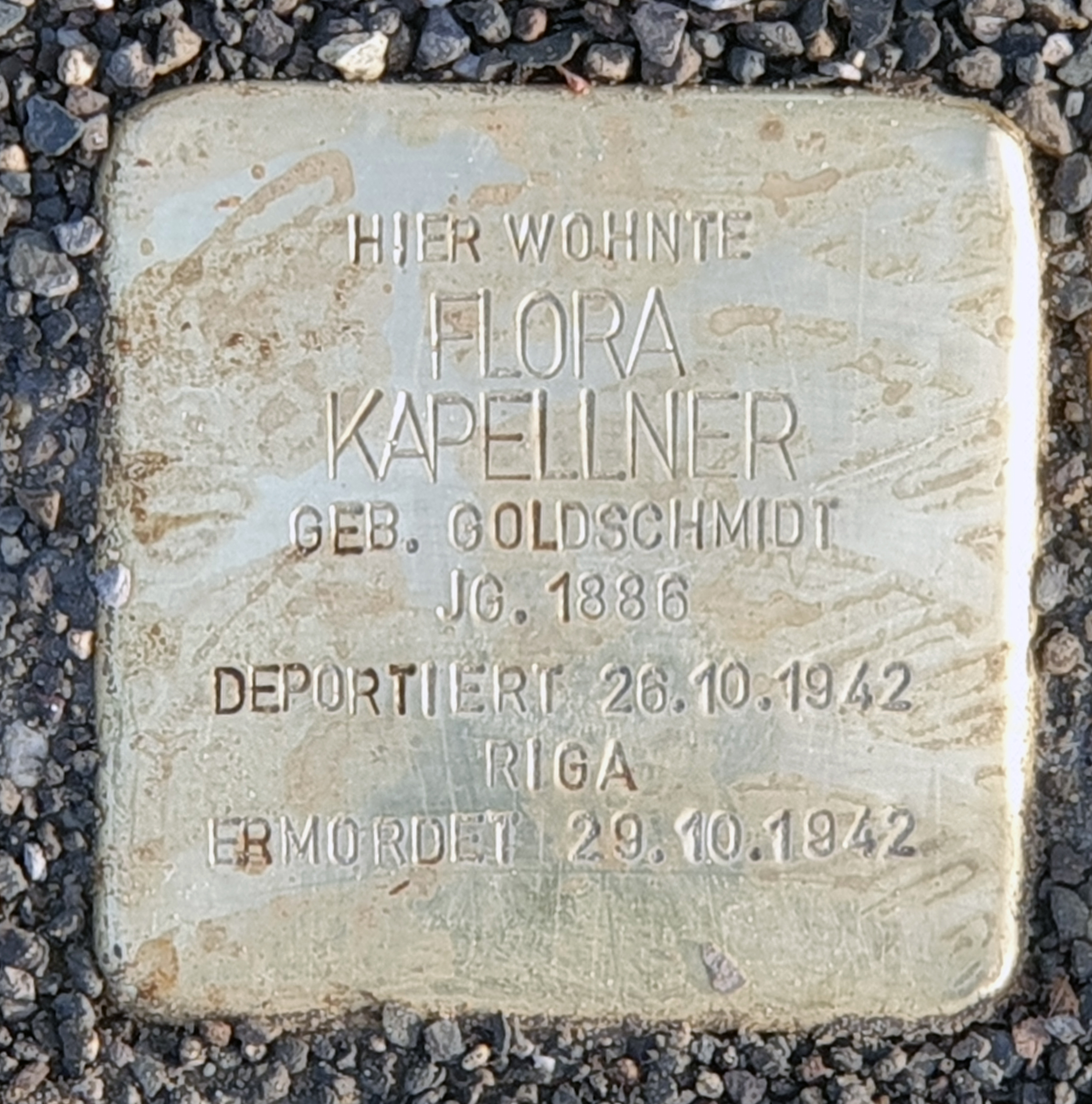
Stolperstein für Flora Kapellner
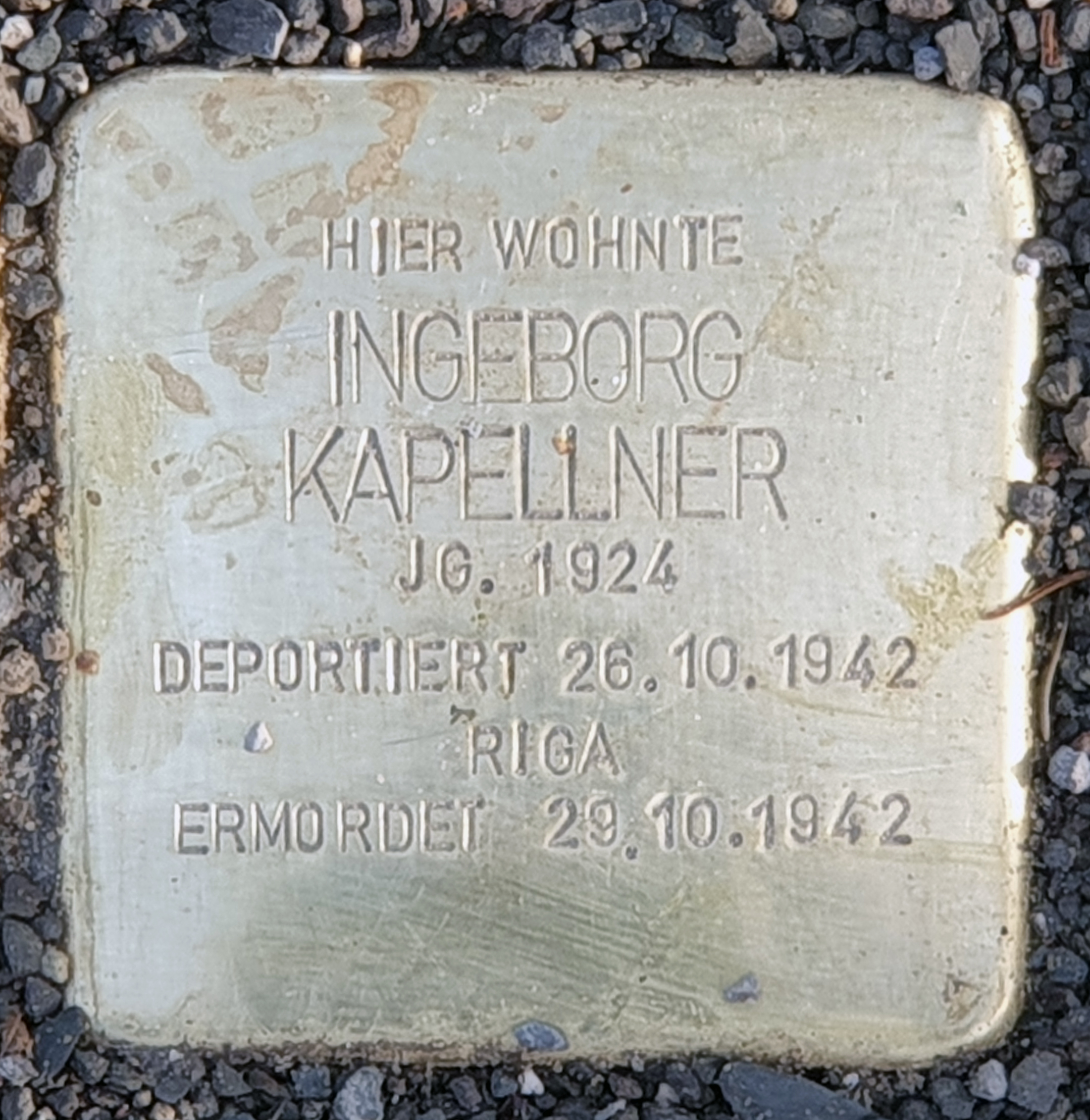
Stolperstein für Ingeborg Kapellner
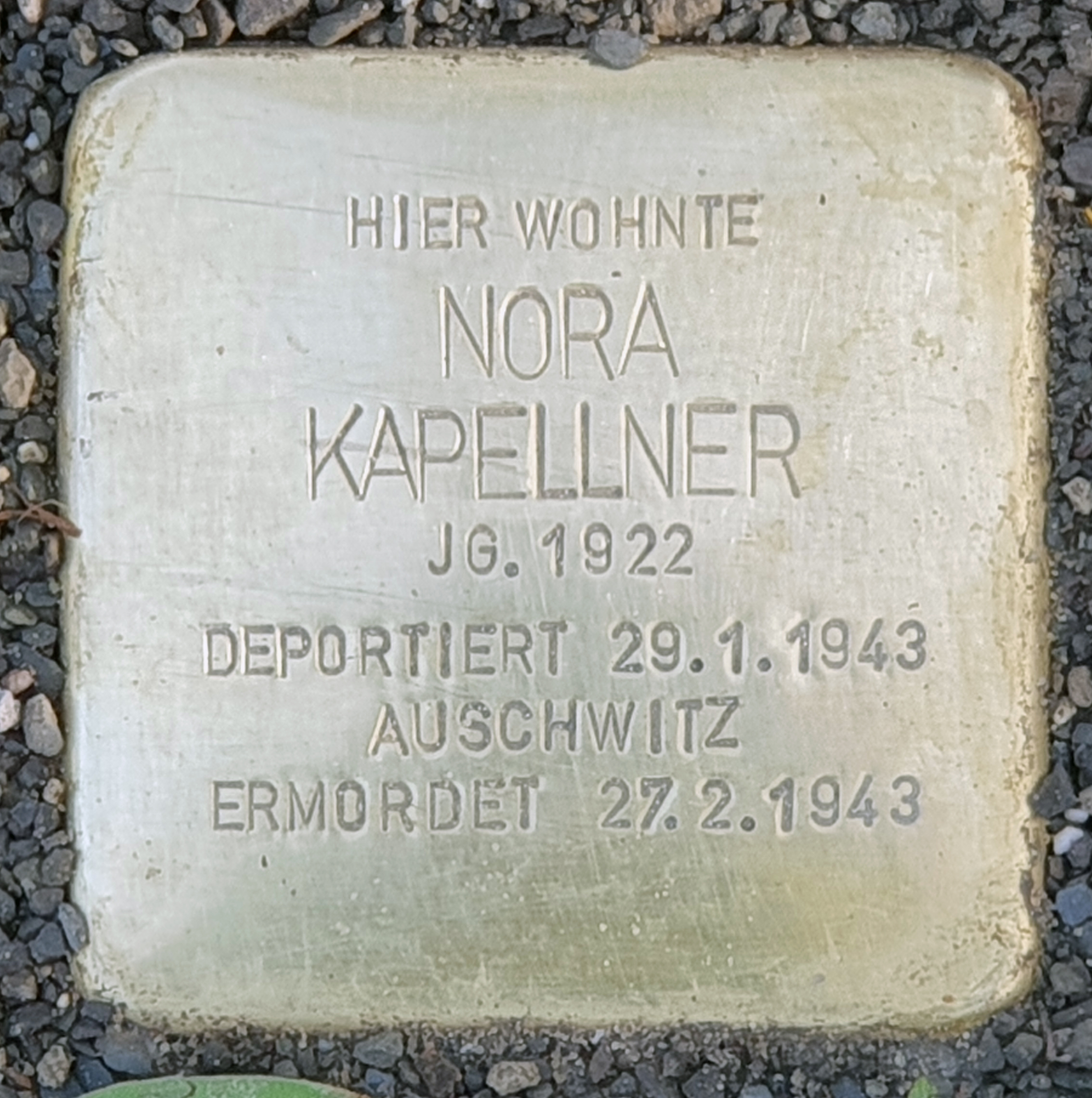
Stolperstein für Nora Kapellner

Für die aktuell mindestens 32 bekannten Kinder, Jugendlichen und Erwachsenen, die kurz oder länger im Kinderheim lebten und zum größten Teil später im Holocaust ermordet worden sind, wurde am 17. Februar 2023 über den bereits verlegten Stolpersteinen eine Stolperschwelle verlegt.

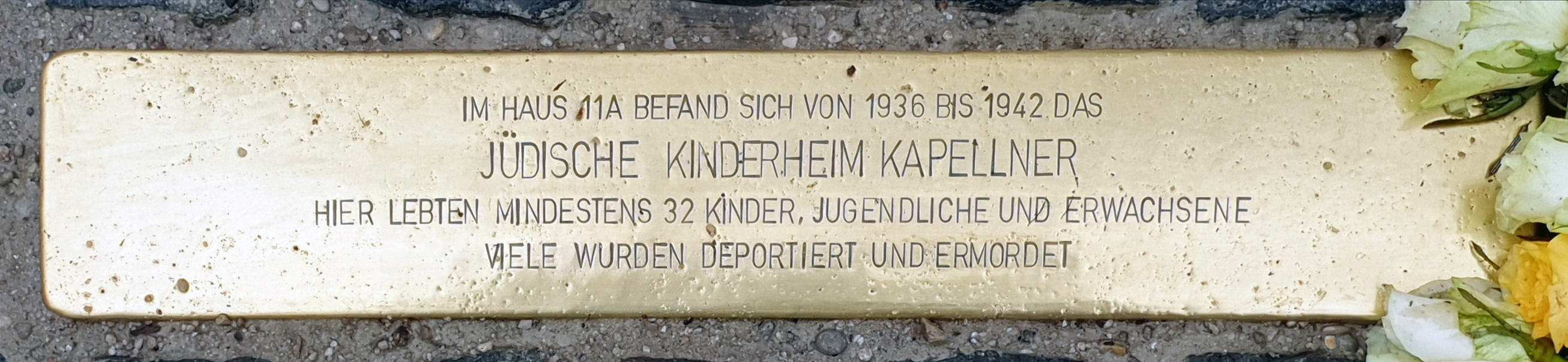
Stolperschwelle Kinderheim Kapellner